# Lykke Li
Li Lykke Timotej Svensson Zachrisson (Ystad, 18 de março de 1986), mais conhecida como Lykke Li (pronúncia sueca: [ˈlʏ̂kːɛ ˈliː]), é uma cantora sueca de indie rock e dream pop.

## Biografia
Lykke Zachrisson nasceu em Ystad, Escânia, na Suécia, em 1986. A sua vida está desde cedo ligada ao Mundo das Artes, sendo filha de pais artistas (a mãe, falecida em Julho de 2017, era fotógrafa e o pai é músico). Um pouco mais crescida, Lykke e os seus pais mudaram-se para Estocolmo. Mais tarde, quando Lykke tinha seis anos, a família foi morar em Portugal, onde viveram por cinco anos. A vida agitada dos pais a fez passar bastante tempo entre Lisboa e Marrocos. Também passou Invernos no Nepal e na Índia, e aos 19 anos a cantora e a família mudam-se para Nova Iorque durante três meses.
Aos 21 anos regressou à Suécia onde gravou o disco de estreia, “Youth Novels”, que contou com produção de Björn Yttling, dos Peter Bjorn and John, e Lasse Mårtén (produtor de Pink e Shout Out Louds).
Mais recentemente, Lykke Li colaborou no álbum de estreia dos N.A.S.A. ao lado de Kanye West e Santigold.
Quando Lykke não está em tour, a cantora reside em Södermalm, distrito de Estocolmo.
Em 2009, a cantora teve a música "Possibility" incluída na trilha sonora do filme Lua Nova
O single "I Follow Rivers" encontra-se nas paradas de sucesso de 2013, tocando em várias rádios do mundo.
Recentemente, Lykke participou da gravação do álbum Songs of Innocence (2014), do U2. Sua bela voz pode ser ouvida na última faixa do álbum, intitulada "The Troubles".
Em 2018, anunciou seu quarto álbum, So Sad So Sexy, com data de lançamento para 08 de junho do mesmo ano. Esse é seu primeiro álbum em quatro anos desde I Never Learn.
Em 2022, Li retorna à música com seu álbum audiovisual "EYEYE" (se pronuncia apenas 'Eye'), publicado pelo selo independente [PIAS]. Do álbum, foram-se extraídas as faixas "NO HOTEL" e "HIGHWAY TO YOUR HEART" como singles promocionais. Todas as faixas do disco, 8 no total, têm visuais imersivos gravados com lentes de 5mm. 

### Vida Pessoal
De sua prática da Meditação Transcendental, Li disse em 2014: "É muito interessante do ponto de vista criativo. Antes, eu só poderia escrever algumas frases e eu teria que fazer uma pausa por alguns dias antes que eu pudesse voltar a compor. De repente, eu poderia escrever e terminar uma música de uma só vez - verso, verso, verso, refrão, o lote. E isso acontecia com uma canção após canção. Finalmente, eu destranquei o portão".
Em 30 de outubro de 2015, Li postou uma foto no Instagram anunciando sua gravidez.
Em 12 de fevereiro de 2016, ela anunciou o nascimento de seu filho com Jeff Bhasker no Facebook.

## Influências
Lykke citou Neil Young, the Shangri-Las, This Mortal Coil, the Beatles, e The Rolling Stones como influências, declarando, "Eles não são mais pop pelos padrões de hoje, mas eram." Outras influências incluem the Velvet Underground, Leonard Cohen, e Beach House.

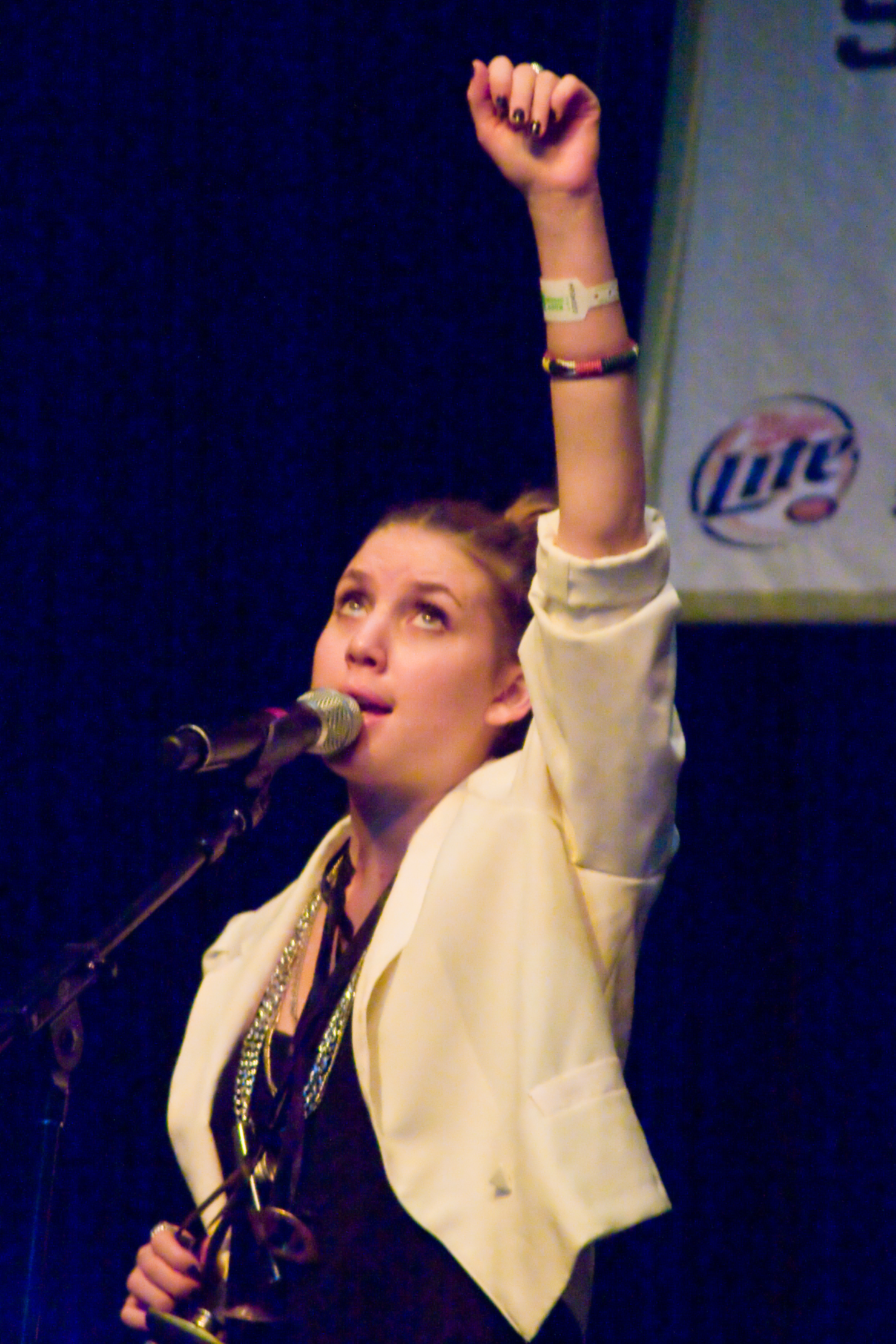
Lykke Li no SXSW08 Day Stage.

## Outros empreendimentos
Em setembro de 2010, Li foi anunciada como o rosto oficial do Levi's Curve ID Collection, ao lado de Pixie Geldof e Miss Nine. Em janeiro de 2012 ela assinou com a agência VIVA Model Management.
Li fez sua estreia como atriz no filme sueco de 2014 Tommy, dirigido por Tarik Saleh. O filme foi lançado nos cinemas na Escandinávia, em março de 2014. Lykke Li também integrou o elenco do filme Song to Song, de 2017, realizado por Terrence Malick - filme que teve no seu elenco Patti Smith e Iggy Pop, e em que há uma fugaz e descontraída aparição da cantora inglesa Florence Welch (da banda Florence and The Machine), nos bastidores de um festival de música, a conversar com Lykke Li e com o cantor Bono Vox, da banda irlandesa U2.
A canção "Gunshot" foi usada no comercial de televisão para o Peugeot 108, estrelado por Lykke. Ela também estrelou em um curta-metragem para a  Gucci's Spring/Summer 2015 collection, que apresenta a canção "Just Like a Dream" e estreou em 2 de março de 2015.
Ela canta na faixa "The Troubles" do U2, do álbum "Songs of Innocence" e é creditado nas notas como "Apresentando Lykke Li".

## Prêmios e Indicações
| Ano  | Nomeado           | Categoria                                               | Resultado |
| ---- | ----------------- | ------------------------------------------------------- | --------- |
| 2009 | "Lykke Li"        | 2009 Meteor Music Award - Best International Female     | Indicado  |
| 2009 | "Lykke Li"        | Studio8's Female Voice of February 2009                 | Venceu    |
| 2009 | "Lykke Li"        | Swedish Grammy Awards – Best Artist                     | Venceu    |
| 2012 | Wounded Rhymes    | Swedish Grammy Awards – Best Album                      | Venceu    |
| 2012 | "I Follow Rivers" | European Festivals Awards – Festival Anthem of the Year | Venceu    |

- Em 2009, Li ganhou um prêmio EBBA. Todos os anos os European Border Breakers Awards (EBBA) reconhecem o sucesso de dez artistas emergentes ou grupos que alcançaram audiências fora dos seus próprios países com seu primeiro álbum lançado internacionalmente no último ano.

## Discografia

### Álbuns
| Ano  | Detalhes do Álbum | Singles                                                                                             | Vendas & Certificações                                     |
| ---- | --- | --------------------------------------------------------------------------------------------------- | ---------------------------------------------------------- |
| 2007 | Little Bit - Gravadora (s): LL - Lançamento: 24 de setembro de 2007 - Formato (s): CD, EP, LP 7", 10", 12", download digital | 1. "Little Bit" 2. "Dance, Dance, Dance"                                                            | "--"                                                       |
| 2008 | Youth Novels - Gravadora (s): LL - Lançamento: 30 de janeiro de 2008 - Formato (s): CD, LP, download digital                 | 1. "Little Bit" 2. "I'm Good, I'm Gone" 3. "Breaking It Up" 4. "Tonight"                            | - Estados Unidos: 106.000+                                 |
| 2010 | Get Some - Gravadora (s): LL, Atlantic - Lançamento: 10 de dezembro de 2010 - Formato (s): download digital                  | 1. "Get Some"                                                                                       | "--"                                                       |
| 2011 | Wounded Rhymes - Gravadora (s): LL, Atlantic - Lançamento: 24 de fevereiro de 2011 - Formato (s): CD, LP, download digital   | 1. "Get Some" 2. "I Follow Rivers" 3. "Sadness Is a Blessing" 4. "Youth Knows No Pain"              | - Estados Unidos: 97.000+ - Suíça : 30.000+ Ouro           |
| 2014 | I Never Learn - Gravadora (s): LL, Atlantic - Lançamento: 2 de março de 2014 - Formato (s): CD, LP, download digital         | 1. "No Rest for the Wicked" 2. "Love Me Like I'm Not Made of Stone" 3. "I Never Learn" 4. "Gunshot" | - Suíça : 30.000+ Ouro - Brasil: 2.000+ (tiragem limitada) |
| 2018 | So Sad So Sexy - Gravadora (s): RCA - Lançamento: 8 de junho de 2018 - Formato (s): CD, LP, download digital                 | 1. Deep End 2. Hard Rain                                                                            |                                                            |
| 2022 | EYEYE - Gravadora (s): [PIAS] - Lançamento: 23 de março de 2022 - Formato (s): CD • LP • download digital                    | 1. NO HOTEL 2. HIGHWAY TO YOUR HEART                                                                |                                                            |

## Uso de suas canções
- Em 2008, Li juntamente com colegas músicos suecos Robyn, Shout Out Louds, The Concretes, Laakso e Hjalmar fez uma cobertura acústica de "I'm Good, I'm Gone".
- "I'm Good, I'm Gone" foi remixada por Fred Falke e destaque no Hed Kandi's Lounge 2009.[19]
- "I'm Good, I'm Gone" foi regravada pelo grupo britânico Friendly Fires em 2009.[20]
- "I'm Good, I'm Gone" foi remixada pela banda de indie rock Black Kids e foi incluída na trilha sonora do filme americano de terror de 2009 Sorority Row.
- "Little Bit" foi remixada pelo rapper canadense Drake e contou em seu mixtape 2009 So Far.
- "Little Bit" foi regravado pelo artista americano de hip hop Charles Hamilton.
- "Until We Bleed" foi remixada pela QuESt e NHKFF & Joey Lacroix.
- Em 2009, Li, juntamente com a banda de americana de indie folk Bon Iver, fez uma cobertura acústica de "Dance, Dance, Dance".
- "Dance, Dance, Dance" foi remixada por Buraka Som Sistema e Dada Life.[21]
- "I'm Good, I'm Gone" foi remixada pela duo americano de música eletrônica 3OH!3.
- "Get Some" foi remixada pelo cantor e compositor americano Beck.
- Em 2011, "I Follow Rivers" foi remixada pelo house DJ The Magician e lançada como single, chegando ao número um na Bélgica, Alemanha, Itália, Irlanda, Polónia, Romênia, número dois na Suíça, Áustria, Holanda e número três na França, e foi usado em 2013 no filme francês de drama/romance Azul é a cor mais quente.[22]
- Em 2012, a banda de rock belga Triggerfinger fez uma cobertura acústica de "I Follow Rivers" e alcançou o número um na Bélgica e na Holanda.
- "I Follow Rivers" foi remixada pelo rapper americano Tyler.
- "Tonight" foi regravada pela cantora americana de R&B Brandy e destaque em seu álbum de 2012 Two Eleven.
- "No Rest for the Wicked" foi remixada pelo rapper americano A$AP Rocky e lançada como single.
- "No Rest for the Wicked" também pôde ser ouvida m um dos episódios da série de TV Americana, Revenge.
- "No Rest for the Wicked" foi remixada pelo DJ alemão Robin Schulz e entrou para o seu álbum de 2014 Prayer
- "No Rest For The Wicked" foi usado no famoso show de TV "Forever" no final de s01e02.
- Uma versão instrumental de "Just Like a Dream" aparece no trailer do filme de 2015 Anomalisa.[23]